# Daniel Forcén Esteban
Daniel Forcén Esteban (12 de junio de 1994 Zaragoza, España) es un jugador de Ajedrez con el título de Gran Maestro Internacional.
Aprendió a jugar al ajedrez en su colegio (Colegio la Salle Montemolín), consiguiendo ganar el campeonato del centro escolar con siete años.
Obtuvo el título de Gran Maestro en el año 2015 en el XXXV Open Internacional "Villa de Benasque". , donde
quedó en el lugar 18 de un fuerte torneo con 412 jugadores inscritos, de los cuales 37 eran Grandes Maestros.
Su primera norma para ser Gran Maestro la consiguió en el Open Internacional del Stadium Casablanca el año 2010, en el que obtuvo la cuarta posición con 6,5 puntos y la segunda en el año 2013 en el torneo cerrado Winterchess Mallorca Masters, en el que quedó tercero empatado a puntos con el 2º.

## Palmarés
- 2005 Subcampeón de España sub-12
- 2010 Campeón del Open Internacional Stadium Casablanca.
- 2012 Campeón del campeonato de España sub-18[6]
- 2015 Campeón Universitario en el CEU Universitario 2015[7]